# Normalschule
Als Normalschule wurde im 18. und 19. Jahrhundert eine Volksschule bezeichnet, die als Mustereinrichtung zugleich der Lehrerbildung diente.

## Geschichte
Der Begriff wurde zuerst für die Musterschule verwendet, die Johann Ignaz von Felbiger 1763 in Sagan einrichtete, als er im Auftrag Friedrichs des Großen das katholische Schulwesen in Schlesien reformierte. Das Vorbild dieser und weiterer schlesischer Schulen wurde schnell in weiteren Ländern aufgenommen, vor allem in katholischen Territorien des Reiches, so in Österreich ab 1771 oder im Herzogtum Westfalen durch Friedrich Adolf Sauer seit 1795. Einfluss hatte das Konzept auch für Frankreich (école normale).
Während die erste Normalschule in Sagan eine Weiterbildungseinrichtung für Volksschullehrer war, die schon im Beruf standen, dienten die meisten Normalschulen der Ausbildung von Junglehrern. Ihr Konzept bestand darin, den mangelhaft qualifizierten Lehrern die inhaltlichen und methodischen Normen des Unterrichts (daher der Name „Normalschule“) zu vermitteln. Im Lauf des 19. Jahrhunderts wurden im deutschsprachigen Raum die Normalschulen weitgehend von Lehrerseminaren abgelöst.
Von herausragender Bedeutung in Deutschland war die von Bernhard Heinrich Overberg geleitete Normalschule in Münster.
In vielen Ländern sind Normalschulen bis heute die vorherrschenden Einrichtungen für die Lehrerausbildung, insbesondere die escuelas normales in Lateinamerika, die man in Mexiko, Bolivien und anderen Ländern vorfindet.